# Халфстеп
Халфстеп (англ. halfstep) — поджанр драм-н-бейса. Главная его особенность заключается в ритме — бочка в халфстепе может не сильно отличаться по структуре от других течениях драм-н-бейса, но кардинальным изменениям подвергается снэйр. Если в 2-step ритме он ударяет два раза в такт, то в халфстепе он ударяет один раз и смещается в самый центр такта. Это даёт ощущение замедления, хотя BPM может оставаться таким же, как и у любого другого драм-н-бейс трека. Так же есть примеры, где снэйр и вовсе не используется, ритм держится на бочке и замысловатых перкуссиях.

## История
Халфстеп прослеживает свою историю ещё с 1990-х годов, но на то время он являл собой не столько поджанр, сколько отдельные эксперименты некоторых драм-н-бейс музыкантов. Вероятнее всего ситуация изменилась с выходом в 2000 году трека «Deadline», который написал, на то время уже авторитетный, британский музыкант под псевдонимом Digital. Но несомненно люди начали говорить о халфстепе как поджанре с появлением такого музыканта как Amit, который начиная с 2002 года, продвигает это звучание, а впоследствии представляет его на Metalheadz, Commercial Suicide и др., прочно закрепляя за ним свою нишу. Кроме всего прочего Amit добавляет в халфстеп экзотические и этнические нотки. Эстафету принимает и Breakage, а затем и другие, как именитые музыканты, так и новички.
На данный момент наиболее яркие музыканты, кто так или иначе прибегал к халфстеп звучанию: Tobe: n, Kit Curse, Response, Red Army, Es.tereo, Last Life, Akinsa, The Untouchables, Ruffhouse, Homemade Weapons, Thing, Torn, Cirrus, Shiken Hanzo, Dyl, Acid Lab, Overlook, Arks, Out Of Fuel, No Rules, Ahmad, Bereneces и др.